# Melanoleuca grammopodia
Melanoleuca grammopodia es un hongo basidiomiceto comestible, perteneciente a la familia Tricholomataceae, que abunda en los prados bajo las frondosas, parques y jardines y bordes de las carreteras entre verano y otoño.

## Descripción
Produce setas de gran tamaño. Posee un pie estriado y con fibrillas pardas características, de unos 6-12 por 1-2 centímetros, cilíndrico o cilíndrico-clavado, con una base bulbosa redondeada; a menudo retorcido. Su sombrero es pardusco deprimido hacia el centro de unos 5 a 15 cm. Sus láminas son adherentes, muy apretadas y blanquecinas. La carne es dulce, blanca y comestible.